# Eleições estaduais em São Paulo em 1994
As eleições estaduais em São Paulo ocorreram em 3 de outubro como parte das eleições gerais no Distrito Federal e em 26 estados. Foram eleitos o governador Mário Covas, o vice-governador Geraldo Alckmin, os senadores José Serra e Romeu Tuma, 70 deputados federais e 94 estaduais. Como nenhum candidato a governador alcançou a maioria dos votos válidos, houve um segundo turno em 15 de novembro e conforme a Constituição de 1988 e a Lei nº. 8.713, a posse ocorreria em 1º de janeiro de 1995 para um mandato de quatro anos.
Mário Covas é engenheiro civil formado na Universidade de São Paulo e foi secretário municipal de Obras em Santos, sua cidade natal. Derrotado ao disputar a prefeitura santista via PST em 1961, foi eleito deputado federal em 1962. Opositor do Regime Militar de 1964, reelegeu-se pelo MDB em 1966. Cassado pelo Ato Institucional Número Cinco em 1969, trabalhou na iniciativa privada mediante a suspensão de seus direitos políticos. Escolhido presidente do diretório estadual do MDB em 1979, migrou para o PMDB e foi eleito deputado federal em 1982. Por escolha do governador Franco Montoro foi nomeado, sucessivamente, secretário de Transportes e prefeito de São Paulo em 1983. Eleito senador em 1986, ajudou a conceber a Carta Magna de 1988 e está entre os fundadores do PSDB em 1988 e no ano seguinte foi candidato a presidente da República, mas terminou o primeiro turno em quarto lugar. Derrotado ao disputar o Palácio dos Bandeirantes em 1990, venceu as eleições para o governo paulista em 1994.
Nascido em Pindamonhangaba, o médico Geraldo Alckmin é graduado pela Universidade de Taubaté e um ano depois de formado foi eleito vereador pelo MDB em 1972, chegando à presidência da Câmara Municipal. Professor do Centro Universitário Salesiano de São Paulo em Lorena e no Instituto Santa Teresa à mesma cidade, chefiou o Departamento de Anestesiologia da Santa Casa de Misericórdia em Pindamonhangaba. Eleito prefeito de sua cidade natal em 1976, filiou-se ao PMDB no curso do mandato e em 1982 foi eleito deputado estadual. A seguir elegeu-se deputado federal em 1986 e após entrar no PSDB renovou o mandato em 1990. Nesse ínterim foi subscritor da Constituição de 1988 e votou pela abertura do processo de impeachment de Fernando Collor em 1992 e foi eleito vice-governador de São Paulo em 1994.

## Resultado da eleição para governador

### Primeiro turno
Segundo o Tribunal Superior Eleitoral, houve 14.035.279 votos nominais (76,22%), 2.648.705 votos em branco (14,39%) e 1.729.264 votos nulos (9,39%) calculados sobre um total de 18.413.248 eleitores.
| Candidatos a governador do estado | Candidatos a vice-governador | Número | Coligação                                                      | Votação   | Percentual |
| --------------------------------- | ---------------------------- | ------ | -------------------------------------------------------------- | --------- | ---------- |
| Mário Covas PSDB                  | Geraldo Alckmin PSDB         | 451    | Compromisso com São Paulo (PSDB, PFL)                          | 6.574.517 | 46,84%     |
| Francisco Rossi PDT               | Junqueira de Azevedo PDT     | 121    | Aliança Trabalhista (PDT, PV, PRP)                             | 3.119.592 | 22,23%     |
| José Dirceu PT                    | Antônio Galdino PSB          | 131    | Frente Brasil Popular SP (PT, PSB, PPS, PCdoB, PCB, PMN, PSTU) | 2.085.193 | 14,86%     |
| Barros Munhoz PMDB                | Arnaldo Jardim PMDB          | 151    | São Paulo de Todos Nós (PMDB, PL, PSD)                         | 1.584.397 | 11,29%     |
| Luiz Antônio Medeiros PP          | Antônio Salim Curiati PPR    | 391    | Força São Paulo (PP, PPR)                                      | 317.593   | 2,26%      |
| Álvaro Soares Dutra PRONA         | Rosiris Cônsolo PRONA        | 561    | PRONA (sem coligação)                                          | 144.196   | 1,03%      |
| Eduardo Resstom PSC               | Hilton Mundin PSC            | 201    | PSC (sem coligação)                                            | 134.064   | 0,95%      |
| Ciro Moura PRN                    | Francisco Chagas PRN         | 361    | PRN (sem coligação)                                            | 75.727    | 0,54%      |
| Fontes:                           |                              |        |                                                                |           |            |

### Segundo turno
Segundo o Tribunal Superior Eleitoral, houve 15.433.414 votos nominais (86,96%), 180.764 votos em branco (1,02%) e 2.134.358 votos nulos (12,02%) calculados sobre um total de 17.748.536 eleitores.
| Candidatos a governador do estado | Candidatos a vice-governador | Número | Coligação                             | Votação   | Percentual |
| --------------------------------- | ---------------------------- | ------ | ------------------------------------- | --------- | ---------- |
| Mário Covas PSDB                  | Geraldo Alckmin PSDB         | 451    | Compromisso com São Paulo (PSDB, PFL) | 8.661.960 | 56,12%     |
| Francisco Rossi PDT               | Junqueira de Azevedo PDT     | 121    | Aliança Trabalhista (PDT, PV, PRP)    | 6.771.454 | 43,88%     |
| Fontes:                           |                              |        |                                       |           |            |

## Biografia dos senadores eleitos

### José Serra
O senador eleito com a maior votação do estado foi José Serra. Natural de São Paulo, era aluno da Escola Politécnica da Universidade de São Paulo quando foi eleito presidente da União Nacional dos Estudantes graças aos seus vínculos com a Ação Popular. Orador presente no Comício das Reformas realizado na Central do Brasil em 13 de março de 1964, foi perseguido pelo Regime Militar de 1964 e por isso rumou para o exílio na França e a seguir no Chile, onde obteve o mestrado em Economia pela Universidade do Chile. Com a ascensão da Ditadura Militar Chilena ao poder em 1973, saiu do país e foi morar nos Estados Unidos onde tornou-se Doutor em Economia na Universidade de Cornell em 1976 e lecionou na Universidade de Princeton até 1978 quando retornou ao Brasil como professor da Universidade Estadual de Campinas. No governo Franco Montoro ocupou o cargo de secretário de Planejamento e em 1986 foi eleito deputado federal pelo PMDB. Em 1988 participou da criação do PSDB e candidatou-se a vice-prefeito na chapa de Franco Montoro, porém como o titular renunciou por questões de saúde, José Serra foi escolhido candidato a prefeito de São Paulo, não vencendo a disputa. Signatário da Carta Magna de 1988, foi reeleito deputado federal em 1990, votou pela abertura do processo de impeachment de Fernando Collor em 1992 e elegeu-se senador em 1994.

### Romeu Tuma
Agente de polícia civil desde 1951, Romeu Tuma nasceu em São Paulo e tem Bacharelado em Direito pela Pontifícia Universidade Católica de São Paulo. Promovido a investigador e delegado de polícia, foi assessor de Sérgio Fleury no Departamento de Ordem Política e Social, sendo que o próprio Tuma assumiu a direção do órgão em 1975, quando Erasmo Dias era secretário de Segurança. Superintendente da Polícia Federal em São Paulo, foi diretor-geral do órgão nos governos José Sarney e Fernando Collor, acumulando neste último o cargo de secretário da Receita Federal e ocupou uma das vice-presidências da Interpol em 1991. Assessor especial do governo paulista na gestão Luiz Antônio Fleury Filho, foi partícipe na solução de casos como os dos nazistas Gustav Wagner e Josef Mengele e do mafioso Tommaso Buscetta. Primo de Nicolau Tuma e pai de Robson Tuma, sua estreia na política aconteceu em 1994, quando os paulistas o elegeram senador pelo PL.

## Resultado da eleição para senador
Segundo o Tribunal Superior Eleitoral, houve 23.302.557 votos nominais.
| Candidatos a senador da República | Candidatos a suplente de senador                         | Número | Coligação                                                      | Votação                | Percentual             |
| --------------------------------- | -------------------------------------------------------- | ------ | -------------------------------------------------------------- | ---------------------- | ---------------------- |
| José Serra PSDB                   | Pedro Piva PSDB Miguel Reale Júnior PSDB                 | 452    | Compromisso com São Paulo (PSDB, PFL)                          | 6.497.664              | 27,89%                 |
| Romeu Tuma PL                     | Lincoln da Cunha Pereira PL Márcio Antônio Bueno PL      | 222    | São Paulo de Todos Nós (PMDB, PL, PSD)                         | 5.541.262              | 23,74%                 |
| Luiza Erundina PT                 | Sérgio Sérvulo da Cunha PSB Vital Nolasco PCdoB          | 133    | Frente Brasil Popular SP (PT, PSB, PPS, PCdoB, PCB, PMN, PSTU) | 4.218.379              | 18,11%                 |
| João Leite Neto PFL               | Rames Zugaib PFL Julio Cesar Casares PFL                 | 253    | Compromisso com São Paulo (PSDB, PFL)                          | 2.881.417              | 12,37%                 |
| João Herrmann Neto PPS            | Denis Camilo de Carvalho PCdoB Sidney José de Paula PMN  | 232    | Frente Brasil Popular SP (PT, PSB, PPS, PCdoB, PCB, PMN, PSTU) | 1.194.183              | 5,13%                  |
| José Machado de Campos Filho PMDB | Lídia Corrêa PMDB Paulo Alvarenga Melo PMDB              | 153    | São Paulo de Todos Nós (PMDB, PL, PSD)                         | 815.763                | 3,50%                  |
| Denise Pompeu de Toledo PSC       | Maria Tereza Lopes PSC - PSC                             | 202    | PSC (sem coligação)                                            | 620.193                | 2,66%                  |
| José Jacinto Alves Filho PRN      | Waldomiro Rezende PRN - PRN                              | 362    | PRN (sem coligação)                                            | 414.481                | 1,78%                  |
| Paulo Flores Júnior PRONA         | Milton Melfi PRONA Bráulio Jesus Borges PRONA            | 562    | PRONA (sem coligação)                                          | 357.071                | 1,54%                  |
| Miguel Colasuonno PPR             | Manoel Martins Ferraz PPR Paulo Roberto de Assis PPR     | 112    | Força São Paulo (PP, PPR)                                      | 344.308                | 1,48%                  |
| Brasil Vita PTB                   | Luiz Olinto Tortorello PTB Loretana Paolieri Pancera PTB | 142    | Frente Trabalhista (PTB, PTdoB)                                | 225.827                | 0,97%                  |
| Carlos Alberto Caboclo PDT        | Mario Zaia PDT Durvalino Roque Aizza PDT                 | 122    | Aliança Trabalhista (PDT, PV, PRP)                             | 192.009                | 0,83%                  |
| Elias Jorge PRP                   | Ari Cândido Fernandes PRP Paulino Temple PRP             | 443    | Aliança Trabalhista (PDT, PV, PRP)                             | Candidatura indeferida | Candidatura indeferida |
| Fontes:                           |                                                          |        |                                                                |                        |                        |

## Deputados federais eleitos
São relacionados os candidatos eleitos, com informações complementares da Câmara dos Deputados.

Representação eleita
  PSDB: 15
  PT: 14
  PMDB: 14
  PPR: 8
  PL: 5
  PFL: 3
  PTB: 3
  PDT: 2
  PSD: 2
  PP: 1
  PSB: 1
  PCdoB: 1
  PRP: 1

| Deputados federais eleitos | Partido | Votação | Percentual | Cidade onde nasceu    | Unidade federativa |
| Celso Russomanno           | PSDB    | 233.482 | 1,27%      | São Paulo             | São Paulo          |
| Franco Montoro             | PSDB    | 223.558 | 1,21%      | São Paulo             | São Paulo          |
| José Genoino               | PT      | 192.230 | 1,04%      | Quixeramobim          | Ceará              |
| Robson Tuma                | PL      | 166.953 | 0,91%      | São Paulo             | São Paulo          |
| Carlos Apolinário          | PMDB    | 164.874 | 0,90%      | São Paulo             | São Paulo          |
| Telma de Souza             | PT      | 138.082 | 0,75%      | Santos                | São Paulo          |
| Vadão Gomes                | PP      | 123.388 | 0,67%      | Populina              | São Paulo          |
| Luiz Carlos Santos         | PMDB    | 113.383 | 0,62%      | Araxá                 | Minas Gerais       |
| Ary Kara                   | PMDB    | 102.979 | 0,56%      | Neves Paulista        | São Paulo          |
| Jorge Tadeu Mudalen        | PMDB    | 98.103  | 0,53%      | Guarulhos             | São Paulo          |
| Celso Daniel               | PT      | 96.957  | 0,53%      | Santo André           | São Paulo          |
| Wagner Rossi               | PMDB    | 96.755  | 0,53%      | São Paulo             | São Paulo          |
| Corauci Sobrinho           | PL      | 95.712  | 0,52%      | Ribeirão Preto        | São Paulo          |
| João Mellão Neto           | PL      | 95.075  | 0,52%      | São Paulo             | São Paulo          |
| Delfim Neto                | PPR     | 94.573  | 0,51%      | São Paulo             | São Paulo          |
| Fausto Martello            | PPR     | 91.630  | 0,50%      | Guarulhos             | São Paulo          |
| José Aristodemo Pinotti    | PMDB    | 90.780  | 0,49%      | São Paulo             | São Paulo          |
| Arnaldo Faria de Sá        | PPR     | 90.091  | 0,49%      | São Paulo             | São Paulo          |
| Beto Mansur                | PPR     | 86.711  | 0,47%      | São Vicente           | São Paulo          |
| Paulo Lima                 | PFL     | 82.673  | 0,45%      | Presidente Prudente   | São Paulo          |
| Marcelo Barbieri           | PMDB    | 78.390  | 0,43%      | Araraquara            | São Paulo          |
| Marta Suplicy              | PT      | 76.132  | 0,41%      | São Paulo             | São Paulo          |
| Ricardo Izar               | PPR     | 75.419  | 0,41%      | São Paulo             | São Paulo          |
| Fabio Feldmann             | PSDB    | 74.714  | 0,41%      | São Paulo             | São Paulo          |
| Antônio Kandir             | PSDB    | 72.720  | 0,39%      | São Paulo             | São Paulo          |
| Marquinho Chedid           | PSD     | 72.427  | 0,39%      | Bragança Paulista     | São Paulo          |
| Michel Temer               | PMDB    | 70.968  | 0,39%      | Tietê                 | São Paulo          |
| Jorge Maluly Netto         | PFL     | 69.361  | 0,38%      | Fartura               | São Paulo          |
| Valdemar Costa Neto        | PL      | 68.492  | 0,37%      | São Paulo             | São Paulo          |
| Jurandir Paixão            | PMDB    | 61.267  | 0,33%      | Limeira               | São Paulo          |
| Alberto Goldman            | PMDB    | 61.244  | 0,33%      | São Paulo             | São Paulo          |
| Ayres da Cunha             | PSDB    | 60.311  | 0,33%      | São Paulo             | São Paulo          |
| Welson Gasparini           | PPR     | 59.518  | 0,32%      | Batatais              | São Paulo          |
| Paulo de Velasco           | PSD     | 58.765  | 0,32%      | Curvelo               | Minas Gerais       |
| Cunha Bueno                | PPR     | 57.635  | 0,31%      | São Paulo             | São Paulo          |
| Carlos Nelson              | PMDB    | 57.228  | 0,31%      | Mogi Guaçu            | São Paulo          |
| Wagner Salustiano          | PPR     | 56.676  | 0,31%      | São Paulo             | São Paulo          |
| Edinho Araújo              | PMDB    | 56.218  | 0,31%      | Santa Fé do Sul       | São Paulo          |
| Hélio Bicudo               | PT      | 55.722  | 0,30%      | Santos                | São Paulo          |
| Hélio Rosas                | PMDB    | 55.615  | 0,30%      | Pindamonhangaba       | São Paulo          |
| Nelson Marquezelli         | PTB     | 53.371  | 0,29%      | Pirassununga          | São Paulo          |
| Aloysio Nunes              | PMDB    | 53.210  | 0,29%      | São José do Rio Preto | São Paulo          |
| Duilio Pisaneschi          | PTB     | 53.089  | 0,29%      | Santo André           | São Paulo          |
| Vicente Cascione           | PL      | 53.053  | 0,29%      | Santos                | São Paulo          |
| José Augusto               | PT      | 51.539  | 0,28%      | Garanhuns             | Pernambuco         |
| Jair Meneguelli            | PT      | 50.374  | 0,27%      | São Paulo             | São Paulo          |
| Antonio Carlos Pannunzio   | PSDB    | 49.745  | 0,27%      | Sorocaba              | São Paulo          |
| Fernando Zuppo             | PDT     | 48.139  | 0,26%      | Garça                 | São Paulo          |
| Zulaiê Cobra               | PSDB    | 46.483  | 0,25%      | São José do Rio Pardo | São Paulo          |
| Aldo Rebelo                | PCdoB   | 45.240  | 0,25%      | Viçosa                | Alagoas            |
| José Coimbra               | PTB     | 45.016  | 0,24%      | Coxim                 | Mato Grosso do Sul |
| José de Abreu              | PSDB    | 43.028  | 0,23%      | Belo Horizonte        | Minas Gerais       |
| Salvador Zimbaldi          | PSDB    | 42.734  | 0,23%      | Campinas              | São Paulo          |
| Luiz Gushiken              | PT      | 41.946  | 0,23%      | Osvaldo Cruz          | São Paulo          |
| Régis de Oliveira          | PSDB    | 40.198  | 0,22%      | Monte Aprazível       | São Paulo          |
| João Paulo Cunha           | PT      | 40.049  | 0,22%      | Caraguatatuba         | São Paulo          |
| Koyu Iha                   | PSDB    | 38.858  | 0,21%      | Santos                | São Paulo          |
| José Aníbal                | PSDB    | 37.884  | 0,21%      | Guajará-Mirim         | Rondônia           |
| Almino Afonso              | PSDB    | 35.563  | 0,19%      | Humaitá               | Amazonas           |
| Ushitaro Kamia             | PSB     | 35.415  | 0,19%      | São Paulo             | Amazonas           |
| Tuga Angerami              | PSDB    | 35.244  | 0,19%      | Mococa                | São Paulo          |
| Sílvio Torres              | PSDB    | 32.604  | 0,18%      | São José do Rio Pardo | São Paulo          |
| José Machado               | PT      | 32.297  | 0,18%      | Tanabi                | São Paulo          |
| Maurício Najar             | PFL     | 31.404  | 0,17%      | Mogi das Cruzes       | São Paulo          |
| Antônio da Cunha Lima      | PDT     | 30.512  | 0,17%      | Campina Grande        | Paraíba            |
| Eduardo Jorge              | PT      | 28.775  | 0,16%      | Salvador              | Bahia              |
| Arlindo Chinaglia          | PT      | 28.323  | 0,15%      | Serra Azul            | São Paulo          |
| Ademar de Barros Filho     | PRP     | 27.279  | 0,15%      | São Paulo             | São Paulo          |
| Ivan Valente               | PT      | 26.828  | 0,15%      | São Paulo             | São Paulo          |
| Luciano Zica               | PT      | 26.445  | 0,14%      | Biquinhas             | Minas Gerais       |
| Fontes:                    |         |         |            |                       |                    |

## Deputados estaduais eleitos
Foram escolhidos 94 deputados estaduais para a Assembleia Legislativa de São Paulo.

Representação eleita
  PMDB: 23
  PSDB: 16
  PT: 15
  PPR: 9
  PTB: 8
  PL: 5
  PFL: 5
  PDT: 4
  PSD: 2
  PCdoB: 2
  PRP: 2
  PRONA: 1
  PV: 1
  PSB: 1

| Deputados federais eleitos  | Partido | Votação | Percentual | Cidade onde nasceu      | Unidade federativa |
| Paschoal Thomeu             | PMDB    | 131.978 | 1,22%      | São Paulo               | São Paulo          |
| Gilberto Nascimento         | PMDB    | 90.702  | 0,84%      | São Paulo               | São Paulo          |
| Célia Leão                  | PSDB    | 85.066  | 0,79%      | São Paulo               | São Paulo          |
| Mauro Bragato               | PMDB    | 83.096  | 0,77%      | Promissão               | São Paulo          |
| Carlos Alberto Bel Correia  | PMDB    | 81.628  | 0,75%      | Barueri                 | São Paulo          |
| Edson Ferrarini             | PL      | 81.407  | 0,75%      | São Paulo               | São Paulo          |
| Rosmary Corrêa              | PMDB    | 80.752  | 0,75%      | São Paulo               | São Paulo          |
| Campos Machado              | PTB     | 77.819  | 0,72%      | Cerqueira César         | São Paulo          |
| Artur Alves Pinto           | PL      | 75.144  | 0,69%      | São Paulo               | São Paulo          |
| Duarte Nogueira             | PFL     | 69.319  | 0,64%      | Ribeirão Preto          | São Paulo          |
| Dimas Ramalho               | PMDB    | 69.202  | 0,64%      | Taquaritinga            | São Paulo          |
| Conte Lopes                 | PPR     | 66.772  | 0,62%      | São Paulo               | São Paulo          |
| Uebe Rezeck                 | PMDB    | 63.588  | 0,59%      | Colina                  | São Paulo          |
| Roque Barbiere              | PSD     | 60.982  | 0,56%      | Coroados                | São Paulo          |
| Estevam Galvão              | PL      | 60.825  | 0,56%      | São Paulo               | São Paulo          |
| Afanásio Jazadji            | PFL     | 58.326  | 0,54%      | São Paulo               | São Paulo          |
| Abelardo Camarinha          | PMDB    | 58.024  | 0,54%      | Santa Cruz do Rio Pardo | São Paulo          |
| Toninho Ribas               | PMDB    | 56.928  | 0,53%      | Cajamar                 | São Paulo          |
| Nabi Abi Chedid             | PSD     | 56.769  | 0,52%      | Ramarith                | Líbano             |
| Elza Tank                   | PMDB    | 49.773  | 0,46%      | Limeira                 | São Paulo          |
| Antônio Carlos Mendonça     | PTB     | 48.726  | 0,45%      | Araras                  | São Paulo          |
| Paulo Kobayashi             | PTB     | 48.489  | 0,45%      | Ribeirão Pires          | São Paulo          |
| Jayme Gimenez               | PMDB    | 46.381  | 0,43%      | Matão                   | São Paulo          |
| Daniel Marins Alessi        | PTB     | 45.902  | 0,42%      | São Paulo               | São Paulo          |
| Léo Oliveira                | PTB     | 44.924  | 0,41%      | Barrinha                | São Paulo          |
| Márcio de Lima Araújo       | PPR     | 43.589  | 0,40%      | Recife                  | Pernambuco         |
| Lobbe Neto                  | PMDB    | 42.672  | 0,39%      | São Paulo               | São Paulo          |
| José Carlos Tardelli        | PMDB    | 42.479  | 0,39%      | Itapetininga            | São Paulo          |
| Waldir Cartola dos Santos   | PTB     | 41.932  | 0,39%      | São Bernardo do Campo   | São Paulo          |
| Paulo Julião                | PDT     | 41.792  | 0,39%      | São Sebastião           | São Paulo          |
| Edna Macedo                 | PPR     | 41.141  | 0,38%      | Rio das Flores          | Rio de Janeiro     |
| Gilson Menezes              | PMDB    | 41.108  | 0,38%      | Miguel Calmon           | Bahia              |
| Milton Monti                | PMDB    | 40.696  | 0,38%      | São Manuel              | São Paulo          |
| Roberto Purini              | PMDB    | 40.657  | 0,38%      | Poloni                  | São Paulo          |
| Junji Abe                   | PL      | 40.073  | 0,37%      | Mogi das Cruzes         | São Paulo          |
| Marcos Ribeiro Mendonça     | PSDB    | 40.056  | 0,37%      | São Paulo               | São Paulo          |
| Osvaldo Justo               | PMDB    | 39.846  | 0,37%      | Santos                  | São Paulo          |
| Fernando Cunha              | PMDB    | 39.780  | 0,37%      | Olímpia                 | São Paulo          |
| Walter Feldman              | PSDB    | 38.118  | 0,35%      | São Paulo               | São Paulo          |
| Vitor Sapienza              | PMDB    | 37.998  | 0,35%      | São Paulo               | São Paulo          |
| Israel Zekcer               | PTB     | 37.441  | 0,35%      | São Paulo               | São Paulo          |
| César Callegari             | PMDB    | 36.596  | 0,34%      | São Paulo               | São Paulo          |
| Luiz Lune                   | PMDB    | 36.471  | 0,34%      | Joaçaba                 | Santa Catarina     |
| Gilberto Kassab             | PL      | 36.303  | 0,34%      | São Paulo               | São Paulo          |
| Celino Cardoso              | PSDB    | 36.130  | 0,33%      | Terra Rica              | Paraná             |
| Miguel Haddad               | PSDB    | 36.038  | 0,33%      | Jundiaí                 | São Paulo          |
| José Carlos Tonin           | PMDB    | 35.980  | 0,33%      | Monte Mor               | São Paulo          |
| Vaz de Lima                 | PSDB    | 35.745  | 0,33%      | Fernandópolis           | São Paulo          |
| Roberto Engler              | PSDB    | 34.980  | 0,32%      | São Paulo               | São Paulo          |
| Guilherme Gianetti          | PMDB    | 34.765  | 0,32%      | São Paulo               | São Paulo          |
| Edmir Chedid                | PFL     | 34.745  | 0,32%      | Campinas                | São Paulo          |
| Milton Flávio               | PSDB    | 34.315  | 0,32%      | Birigui                 | São Paulo          |
| João Marcelo Gonçalves      | PTB     | 34.135  | 0,32%      | São José do Rio Preto   | São Paulo          |
| Ricardo Tripoli             | PSDB    | 33.710  | 0,31%      | São Paulo               | São Paulo          |
| Professor Luizinho          | PT      | 33.240  | 0,31%      | Cândido Mota            | São Paulo          |
| Terezinha da Paulina        | PFL     | 31.789  | 0,29%      | Itapeva                 | São Paulo          |
| Dorival Braga               | PSDB    | 31.721  | 0,29%      | São Paulo               | São Paulo          |
| Maria Lúcia Prandi          | PT      | 30.449  | 0,28%      | Potirendaba             | São Paulo          |
| José Caldini Crespo         | PPR     | 30.346  | 0,28%      | Sorocaba                | São Paulo          |
| Reinaldo de Barros Filho    | PPR     | 30.077  | 0,28%      | São Paulo               | São Paulo          |
| Cândido Galvão Neto         | PSDB    | 30.069  | 0,28%      | Jaú                     | São Paulo          |
| Kito Junqueira              | PV      | 30.064  | 0,28%      | São Paulo               | São Paulo          |
| Maria Cecilia Passarelli    | PFL     | 29.431  | 0,27%      | Cubatão                 | São Paulo          |
| José Eduardo Ferreira Netto | PPR     | 29.061  | 0,27%      | São Paulo               | São Paulo          |
| Mariângela Duarte           | PT      | 28.761  | 0,27%      | Rio de Janeiro          | Rio de Janeiro     |
| Erasmo Dias                 | PPR     | 28.178  | 0,26%      | Paraguaçu Paulista      | São Paulo          |
| Carlão Messias              | PDT     | 28.177  | 0,26%      | Monte Azul Paulista     | São Paulo          |
| Aldo Demarchi               | PPR     | 27.789  | 0,26%      | Rio Claro               | São Paulo          |
| Sidney Cinti                | PSDB    | 27.432  | 0,25%      | Araraquara              | São Paulo          |
| Hatiro Shimomoto            | PPR     | 27.421  | 0,25%      | São Paulo               | São Paulo          |
| Renato Amary                | PSDB    | 27.031  | 0,25%      | Sorocaba                | São Paulo          |
| Pedro Dallari               | PT      | 26.790  | 0,25%      | São Paulo               | São Paulo          |
| Clóvis Volpi                | PSDB    | 26.244  | 0,24%      | Ribeirão Pires          | São Paulo          |
| Maria do Carmo Piunti       | PSDB    | 25.912  | 0,24%      | Itu                     | São Paulo          |
| Jamil Murad                 | PCdoB   | 25.675  | 0,24%      | José Bonifácio          | São Paulo          |
| Dráusio Barreto             | PSDB    | 25.326  | 0,23%      | Ribeirão Preto          | São Paulo          |
| Roberto Gouveia             | PT      | 24.992  | 0,23%      | Ituiutaba               | Minas Gerais       |
| Nelson Fernandes            | PRP     | 24.903  | 0,23%      | Tabuaço                 | Portugal           |
| Misael Margato              | PRP     | 24.212  | 0,22%      | Pederneiras             | São Paulo          |
| José Giacomo Baccarin       | PT      | 23.923  | 0,22%      | Presidente Prudente     | São Paulo          |
| Rui Falcão                  | PT      | 23.458  | 0,22%      | Pitangui                | São Paulo          |
| Renato Simões               | PDT     | 23.385  | 0,22%      | Campinas                | São Paulo          |
| Aloísio Vieira              | PDT     | 22.932  | 0,21%      | Cachoeira Paulista      | São Paulo          |
| Alberto Calvo               | PSB     | 21.289  | 0,20%      | Santos                  | São Paulo          |
| Djalma Bom                  | PT      | 21.193  | 0,20%      | Medina                  | Minas Gerais       |
| Elói Pietá                  | PT      | 19.411  | 0,18%      | Gaurama                 | Rio Grande do Sul  |
| Hamilton Pereira            | PT      | 19.099  | 0,18%      | Sorocaba                | São Paulo          |
| José Pivatto                | PT      | 18.672  | 0,17%      | Cosmópolis              | São Paulo          |
| Beatriz Pardi               | PT      | 18.629  | 0,17%      | São José do Rio Preto   | São Paulo          |
| Paulo Teixeira              | PT      | 18.240  | 0,17%      | Águas da Prata          | São Paulo          |
| Wagner Lino Alves           | PT      | 16.959  | 0,16%      | Santos                  | São Paulo          |
| José Zico Prado             | PT      | 16.823  | 0,16%      | Macaubal                | São Paulo          |
| Nivaldo Santana Silva       | PCdoB   | 16.215  | 0,15%      | São Paulo               | São Paulo          |
| Célia Sueli Artacho         | PRONA   | 1.102   | 0,01%      | São Paulo               | São Paulo          |
| Fontes:                     |         |         |            |                         |                    |